# (100503) 1996 XD25
(100503) 1996 XD25 es un asteroide perteneciente al cinturón de asteroides, descubierto el 9 de diciembre de 1996 por el equipo del Spacewatch desde el Observatorio Nacional de Kitt Peak, Arizona, Estados Unidos.

## Designación y nombre
Designado provisionalmente como 1996 XD25.

## Características orbitales
1996 XD25 está situado a una distancia media del Sol de 2,459 ua, pudiendo alejarse hasta 2,830 ua y acercarse hasta 2,088 ua. Su excentricidad es 0,150 y la inclinación orbital 3,205 grados. Emplea 1408,89 días en completar una órbita alrededor del Sol.

## Características físicas
La magnitud absoluta de 1996 XD25 es 16,3.